# Losowanie wielostopniowe
Losowanie wielostopniowe – losowanie polegające na zastosowaniu kilku (najczęściej: dwóch) technik losowania, przy czym w każdym kolejnym schodzi się "w głąb" zbioru jednostek. Najczęściej spotykaną formą losowania wielostopniowego jest losowanie dwustopniowe, z losowaniem zespołowym na pierwszym stopniu oraz losowaniem prostym na drugim stopniu.